# (4338) Velez
(4338) Velez ist ein Hauptgürtelasteroid, der am 14. August 1985 von Edward L. G. Bowell am Lowell-Observatorium entdeckt wurde.
Der Asteroid wurde nach Reinaldo Velez, dem Senior-Teleskop-Operator des Arecibo-Observatoriums, benannt.